# 闇に輝くもの
『闇に輝くもの』（やみにかがやくもの）は、日本のホラー小説家朝松健によるホラー小説。クトゥルフ神話の1つ。
幻想文学出版局（後のアトリエOCTA）『別冊幻想文学』2号（1987年5月）に掲載された。その後アンソロジーや単行本に収録されている。
19歳のハワード・フィリップス・ラヴクラフトと怪人物タイニー・スミスの邂逅を描く。朝松の幾つかあるMIB、UFOものの短編の一つ。

## あらすじ
1909年12月25日午後、プロヴィデンスのとあるカフェにて。ハワード少年がアイスクリームを食べていたところ、黒服の男が入店してきて、相席になる。彼、タイニー・スミスは、こういう店は不慣れなのか、挙動不審な男であった。2人の世間話は、マサチューセッツ州ウスタ市の発明家が巨大な飛行機械を飛ばした話題となる。
ハワードは、どこか狂ったタイニーから離れたいと思う。別れ際、ハワードは名前と住所を名乗り、タイニーはハワードが偉大な詩人か科学者になると言い残す。去り際、ふとタイニーの靴に目をやると、ひどい泥道にもかかわらず全く汚れておらず、ハワードは異常さに混乱する。
2人の話題の中心を占めた発明家ティリングハーストは、3ヵ月後に謎の失踪を遂げる。ボストンのタイニーからからプロヴィデンスのハワードのもとに手紙が来ることはなかった。8年後、ラヴクラフトは小説の執筆を再開する。1920年の『向こう側』という作品は、超次元に関わり身を滅ぼした発明家の物語である。また1930年の『闇に囁くもの』には、タイニーを模したとおぼしき人間もどきを登場させている。また後年、UFO研究家たちの間で、UFOの目撃者に接触して証拠隠滅や脅迫を図って来る謎のエージェントたち「MIB」――黒衣の男たちの存在が噂されるようになる。

## 主な登場人物
ハワード少年
19歳。詩人。科学特に天文学を好む。神経症でハイスクールを中退し、ブラウン大学進学を挫折した。
日本のハイクやラフカディオ・ハーンが研究した伝説、中国の道教の魔法などに興味がある。
タイニー・スミス
浅黒い肌で長身の東洋人。黒服のフリーメーソン員。ボストンから来たと自称する。挙動不審。
1932年を舞台とする『小説ネクロノミコン』にて再登場し、42歳になったラヴクラフトに当時と寸分変わらぬ姿で目撃されている怪人物。また1950年代を舞台とする『Acid Void in New Fungi City』にも登場する。彼らMIBは『黒衣伝説』でも言及される。
ウォーレス・E・ティリングハースト
発明家。彼の飛行機に類似した光体が飛んでいると報告され、混乱している。また謎の男たちに監視され憔悴している。

## 収録
- アトリエOCTA『別冊幻想文学10 ラヴクラフト・シンドローム』（1994）
- 学研ホラーノベルズ『クトゥルー怪異録』（1994） ※学研M文庫版（2000）には未収録
- アトリエサード『アシッド・ヴォイド』（2017）

## 関連作品
- 闇に囁くもの
- メン・イン・ブラック (フランチャイズ)